# Turneja Dobrodošao u klub
Ukoliko ste tražili članak o albumu, pogledajte Dobrodošao u klub.
Turneja Dobrodošao u klub je jedna od koncertnih turneja hrvatske pop pevačice Severine Vučković najavljena posle komercijalno uspešnog dvanaestog studijskog albuma Dobrodošao u klub sa kojeg su se izdvojili veliki hitovi kao što su „Bred Pit", „Italiana“, „Grad bez ljudi“, „Uzbuna“ i drugi. Turneja nosi isti naziv kao i sam album. Prvi koncert je održan u Rijeci 23. marta. Turneja treba da obiđe zemlje bivše SFRJ, odnosno Zapadni Balkan, a za sada su najavljeni koncerti u dvoranama Beograda, Zagreba, u Ljubljani, Skoplju i Sarajevu.. Za jesen 2013. su najavljeni manji koncerti po halama u regionu.

## Datumi koncerata
| Zemlja | Grad       | Hala                   | Datum       | Broj posetilaca |
| ------ | ---------- | ---------------------- | ----------- | --------------- |
|        | Rijeka     | Dvorana „Mladost“      | 23. mart    | 5,550 / 5,550   |
|        | Beograd    | Kombank arena          | 30. mart    | 20,100 / 20,100 |
|        | Skoplje    | Arena Boris Trajkovski | 13. april   | 15,000 / 15,000 |
|        | Zagreb     | Arena Zagreb           | 11. maj     | 21,000 / 21,000 |
|        | Niš        | Hala Čair              | 23. maj     | 6,000 / 6,000   |
|        | Kragujevac | Hala „Jezero“          | 25. maj     | 3,500 / 3,500   |
|        | Ljubljana  | Arena Stožice          | 30. maj     | 11,000 / 11,000 |
|        | Dubrovnik  | Stradun                | 29. jun     | 21,000 / 21,000 |
|        | Sarajevo   | Zetra                  | 12. oktobar | 15,000 / 15,000 |
|        | Varaždin   | Arena Varaždin         | 8. novembar | 5,500 / 5,500   |
|        | Split      | Spaladium Arena        | 6. decembar | 10,090 / 10,090 |

## Set lista
Set lista za koncerte se sastoji iz 29 pesama, a ceo koncert traje preko 2 časa. U sklop koncerta je ubačen i deo strane pesme „Harlem Shake“.
- „Italiana“
- „Uzbuna“
- „Lola“
- „Harlem Shake“ (deo)
- „Tarapana“
- „Mili moj“
- „Gade“
- „Daj da biram“
- „Tango“ (Maestro dance Crew)
- „Dobrodošao u klub“
- „Kamen oko vrata“
- „Ostavljena“
- „Prijateljice“
- „Kradeš sve“
- „Ko me tjero“
- „Tuge od sna“
- „Grad bez ljudi“
- „Molitva: Gardelin“
- „Pogled ispod obrva“
- „Tridesete“
- „Šta me sad pitaš šta mi je“
- „Virujen u te“
- Maestro dance Crew/2CELLOS
- „Djevojka sa sela“
- „Krivi spoj“
- „Ajde, ajde zlato moje“
- „Gas, gas“
- „Ja samo pjevam“
- „Bred Pit“

## Spoljašnje veze
- SeveFanClub